# 노스롭 F-5
노스롭 F-5 (Northrop F-5)는 미국의 노스롭 사가 1962년부터 설계하고 생산한 전투기이다. 개발 당시에는 이러한 비행기의 시장은 거의 없었기 때문에 노스롭은 저가 항공기 시장을 노렸다.
미 육군은 지상 지원용으로 관심을 표시했다. 그러나 고정익 항공기의 운용은 미 공군의 책임하에 있었고, 공군은 N-156의 운용도 거부했고, 육군의 운용도 허락하지 않았다. 그러나 미국 정부 입장에서 싼 가격의 초음속 전투기는 영국이나 일본과 같은 1등급 우방국이 아닌 2,3 등급 우방국에 계속 증가하는 미그 전투기들의 위협에 대처하기 위해 필요했고, F-5는 그런 요구에 적합한 전투기였다.
최초의 F-5A는 베트남 전쟁에 투입되었다. 그러나 미 공군이 채택 전 실험용으로 투입된 것이 아니라 우방국들에게 보여주기 위한 목적이었다. 비록 미국은 F-5를 영공방위임무(frontline role)에 사용하지는 않았지만, 그것은 Mig-21과 성능이 유사하다는 이유로 가상적기로 채택되었다. 훈련용 버전은 T-38 탤론이며, 조종사에게 처음으로 초음속 비행을 가르치기 위해 미 공군에 의해 채택되었다.
노스롭은 792대의 F-5E와 140대의 F-5F, 12대의 RF-5E를 생산했으나, 더 많은 수량과 다양한 버전이 해외에서 면허 생산되었다. 노스롭은 원래 F-5G로 명명된, F-5E의 향상버전을 F-16의 수출 경쟁품으로서 개발 하려고 했다. F-5G는 나중에 F-20 타이거샤크로 재명명되었다.

## 명칭
원래 노스롭에 의해 N-156이란 이름으로 저가의 유지비용이 드는 전투기라는 개념으로 설계되었다. F-5E는 공식적인 별명으로 타이거 II라고 불린다. 이것은 종종 오해를 일으키는데 타이거는 F-5 기종이 아니라, 사실은 F-11 타이거이다. F/A-18 호넷은 YF-17 코브라에서 파생된 것인데, 이것은 F-5 타이거 II의 일부에 기반한 것이다.

## 개량사업
원래 F-5는 전자식 디스플레이가 없는, 기계식 조종석의 전투기이다. 대한민국이 사용중인 모든 F-5 전투기에는 전자식 디스플레이가 없다. 최근 싱가포르, 칠레, 브라질은 F-5에 전자식 디스플레이를 장착하도록 개조했다.
싱가포르는 49대의 현대화된 F-5를 F-5S (1인승) F-5T (2인승)으로 명명했다. AN/APG-69 레이다와 비슷한 성능을 내는 Galileo Avionica에서 제작한 FIAR Grifo-F P2804 X밴드 레이다, 다기능 디스플레이를 장착한 조종석, AIM-120 암람, 이스라엘의 파이톤 5 미사일을 장착했다.
남아메리카 유일한 OECD 가입국인 칠레는 이스라엘 엘빗사의 도움으로 최신형으로 개조했다. F-5 Tiger III Plus라고 부른다. 이스라엘 엘타사의 EL/M-2032 레이다를 장착했다.
영국, 프랑스, 러시아, 독일 등과 함께 GDP 2조 달러 국가인 브라질은 최신개량형을 F-5M (Modernized)라고 명명했다. 역시 이스라엘에서 개조했다. 브라질은 이스라엘 엘빗사에 의뢰하여 2013년부터 다시 개량사업을 시작하여 F-5EM/FM으로 업그레이드하였다. DASH 헬멧마운트 시스템과 연동되는 이스라엘의 파이톤 5 미사일을 장착했다. FIAR Grifo-F P2804 X밴드 레이다를 장착했고, 디지털 조종석으로 바꾸었다. F-5M은 이스라엘의 더비 중거리 공대공 미사일을 장착할 수 있다.
Cruzex 2006 다국적 워게임에서, 브라질의 F-5M 1대는 프랑스 미라주 2000N 2대를 격추했다. 미라주 2000N은 2대의 미라주 2000C와 E-3 센트리 조기경보기의 지원을 받고 있었다. 이러한 결과는 이스라엘제 더비 중거리 공대공 미사일이 조기경보기의 데어터링크에 의해 연동되어 가능했다. 에리아이 AESA 레이다를 장착한 브라질산 엠브라에르 R-99 조기경보기가 지원했다.
이스라엘은 태국의 F-5 전투기도 개조했다. F-5T Tigris 라고 부르며, 파이톤3와 파이톤4 미사일을 장착했다. Dash 헬맷마운트 시스템과 연동된다. 그러나 태국 전투기는 더비 중거리 공대공 미사일은 장착하지 못한다.

## 운용

### 현재 운용
대한민국 공군
총 340대(F-5A/B 118대, F-5E/F 146대, RF-5A 8대, KF-5E/F 68대)가량 도입 및 운용중이다. KF-21 보라매의 도입에 따라 단계적으로 퇴역할 예정이다.
 브라질 공군
2021년 12월 현재 42대의 F-5EM과 4대의 F-5FM을 운영하고 있음. 2017년부터 2030년까지 단계적으로 퇴역할 예정이며, 사브 JAS 39 그리펜으로 대체중이다.
 태국 공군
현재 F-5E/F/T 40대를 운용하고 있으며, 701 Sq에서 F-5가 퇴역하고 사브 JAS 39 그리펜 12대로 대체중
 이란 공군
2021년 12월 기준 F-5E/F 49대가 운용중이다.

### 과거 운용
남베트남 공군
미국, 대한민국, 팔레비 이란, 타이완으로부터 F-5A 기종 158대와 정찰기 버전인 10대의 RF-5와 8대의 F-5B 훈련기를 공여받았다. 미국으로부터는 당시 최신버전인 F-5E도 공여되었다. 대부분 남베트남 패망 과정에서 태국으로 운반되었으나 많은 수가 북베트남에 노획되었다.
 대만 공군
1965년 F-5A/B 115대를 첫 양수, 1973년부터 1986년까지 308기의 F-5E/F를 라이센스 생산. 2023년에 전량퇴역.
 베트남 공군
미국이 남베트남에 원조한 기체를 노획하거나 남베트남 합병 과정에서 인수하였다. 이 중 고유번호가 73-00867인 한 기는 MiG-21bis와의 비교를 위해 소련에 공여되었다.
 싱가포르 공군
2015년에 전량퇴역.
 인도네시아 공군
2016년 5월 3일부터 안전 문제로 인해 16대의 F-5E/F가 전량 퇴역하였다.

## 대한민국 공군

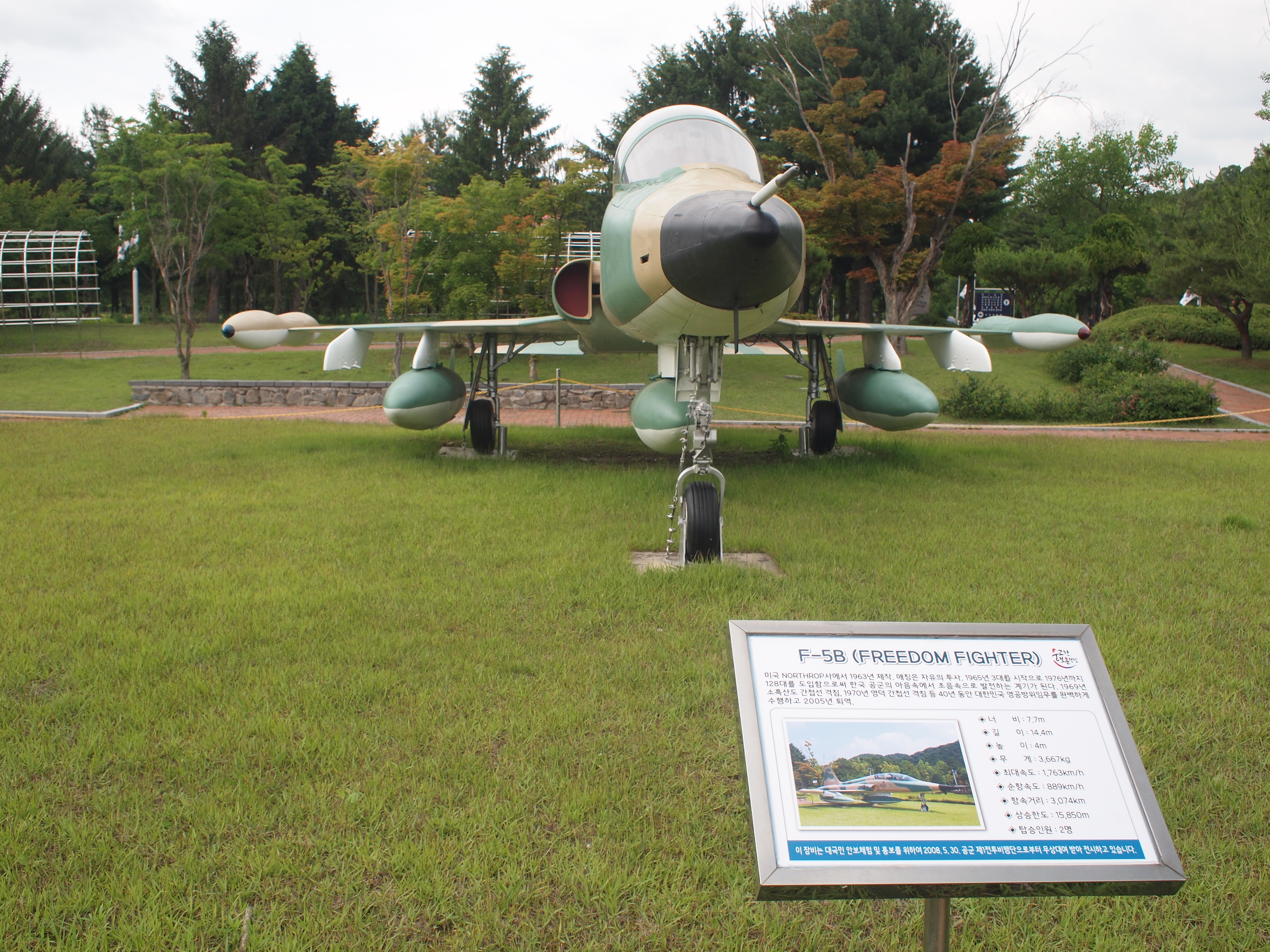
국립대전현충원에 전시된 F-5B.

대한민국에서는 1965년 4월 15일 F-5B 4대, 4월 22일 F-5A 16대를 미국의 원조로 공여받아 도입초기에 "자유의 투사"로 부르면서 운용하였다. 1974년 8월 27일 F-5E 126대, F-5F 20대를 도입하기 시작하였고, 1982년부터 1986년까지 대한항공에서 조립생산된 KF-5E/F 제공호 68대를 실전 배치시켜 운영 중이다.
2024년 2월 기준으로 대한민국 공군에서는 초기형인 F-5A/B는 완전 퇴역한 상태이고 F-5E/F 타이거 II와 KF-5E/F 제공호 도합 80대를 운용 중이다. KF-21 전투기 120대가 전량 양산배치되면 2030년에 전량 퇴역할 예정이다.
- KF-5E/F 제공호
- F-5E (타이거 II)

### 개량사업
한국은 기계식 조종석인 F-5의 개량을 하지 않았다. 부분적인 소폭 개량과 오버홀을 한 것이 전부이다. F-5의 기계식 조종석을 전자식 조종석으로 개량한 F-20 도입사업이 추진된 적이 있었으나, 무산되었다.(PB 사업에서 F-16C/D 블록 32에 패배) 2010년 현재 F-5 대체 사업으로 FA-50 도입 사업을 추진 중이다.
2012년 3월부터 2013년 5월까지 약 460억원을 들여 F-5 180여기의 사출좌석을 영국산 신형 좌석(개당 2억 1,000만원)으로 교체하였고, 그 결과 2013년 9월 26일 일어난 추락 사고에서는 2008년 11월 사고 이후 처음으로 조종사가 생존하였다.

### 추락 사고
- 2022년 1월 11일: 수원기지의 F-5E가 이륙하여 상승 중 추락하여 조종사 1명이 사망하였다.
- 2013년 9월 26일: 강릉의 제18전투비행단 소속 F-5E가 증평군에 추락했으나 인명피해는 없다.
- 2010년 6월 18일: 강릉의 제18전투비행단 소속 F-5F가 추락하여 2명이 사망하였다.
- 2010년 3월 2일: 강원도 평창군 황병산에서 KF-5 2대가 추락, 조종사 3명이 사망하였다.[9]
- 2008년 11월 4일: F-5E 전투기 2대가 경기도 포천 상공에서 충돌하여 1대가 추락하였으나 조종사는 무사하였다.
- 2005년 7월 13일: KF-5(제공호) 서해에 추락하여 조종사 2명 사망. NVG착용문제로 추정.
- 2004년 3월 11일: F-5E 2대가 서해상에서 충돌하며 추락 조종사 2명이 사망하였다.
- 2003년 9월 19일: 2대가 산중턱에 충돌, 2명 사망.
- 2000년 11월: 1대 추락 1명 사망.
- 1999년 9월 14일: 물섞인 연료를 주입받은 F-5 1대가 추락, 1명 사망.
- 1997년 4월 9일: 1대 추락 1명 사망.
- 1996년 11월: 1대 추락 1명 사망.
- 1994년 10월 19일: 2대가 공중충돌 1명 사망.

2010년 12월 25일, 최근 10년간 F-5전투기의 한쪽 엔진이 비행 중 꺼지는 사고가 40여 차례 있었다는 사실이 언론을 통해 보도되었다.

## 제원
정보의 출처: Quest for Performance
일반 특성
- 승무원: 1
- 길이: 47 ft 4¾ in (14.45 m)
- 날개폭: 26 ft 8 in (8.13 m)
- 높이: 13 ft 4½ in (4.08 m)
- 날개면적: 186 ft² (17.28 m²)
- 날개꼴: NACA 65A004.8 root, NACA 64A004.8 tip
- 공허중량: 9,558 lb (4,349 kg)
- 최대이륙중량: 24,664 lb (11,187 kg)
- 엔진: 2× General Electric J85-GE-21B turbojet
  - 최대추력: 3,500 lbf (15.5 kN) 각각
  - 재연소시추력: 5,000 lbf (22.2 kN) 각각
- *Zero-lift drag coefficient: 0.0200
- Drag area: 3.4 ft² (0.32 m²)
- 날개의 가로 · 세로비(Aspect ratio): 3.86
- Internal fuel: 677 US gal (2,563 L)
- External fuel: 275 US gal (1,040 L) per tank in up to 3 tanks

성능
- 최대속도: 917 kn (1,060 mph, 1,700 km/h, Mach 1.6)
- 항속거리: 760 nmi (870 mi, 1,405 km)
- 최대항속거리: 2,010 nmi (2,310 mi, 3,700 km[11])
- 상승한도: 51,800 ft (15,800 m)
- 상승률: 34,400 ft/min (175 m/s)

- Lift-to-drag ratio: 10.0

무장
- 기관포: 2× 20 mm (0.787 in) Pontiac M39A2 cannons in the nose, 280 rounds/gun
- Hardpoints: 7 total (3× wet): 2× wing-tip AAM launch rails, 4× under-wing & 1× under-fuselage pylon stations holding up to 7,000 파운드 (3,200 kg) of payload.
- 로켓: 

  - 2× LAU-61/LAU-68 rocket pods (each with 19× /7× Hydra 70 mm rockets, respectively); or
  - 2× LAU-5003 rocket pods (each with 19× CRV7 70 mm rockets); or
  - 2× LAU-10 rocket pods (each with 4× Zuni 127 mm rockets); or
  - 2× Matra rocket pods (each with 18× SNEB 68 mm rockets)
- 미사일: 

  - Air-to-air missile:
    - 4× AIM-9 Sidewinders or
    - 4× AIM-120 AMRAAMs

  - Air-to-surface missile:
    - 2× AGM-65 Mavericks
- 폭탄: A variety of air-to-ground ordnance such as the Mark 80 series of unguided iron bombs (including 3 kg and 14 kg practice bombs), CBU-24/49/52/58 cluster bomb munitions, napalm bomb canisters and M129 Leaflet bomb
- Others: up to 3× 150/275 US gallon Sargent Fletcher drop tanks for ferry flight or extended range/loitering time.

항공전자장비
- Emerson Electric AN/APQ-153 radar on early batch of F-5E[12]
- Emerson Electric AN/APQ-159 radar on later production F-5E[12]

## 같이 보기
- F-20 타이거샤크